# Trôm quý
Sterculia monosperma là một loài thực vật có hoa trong họ Cẩm quỳ. Loài này được Vent. miêu tả khoa học đầu tiên năm 1805.